# ダヴィー・コスタ
ダヴィー・コスタ（David Costa、1999年7月5日 - ）は、ラグビー・ヨーロッパ・スーパーカップ、ルシタノスXVに所属するラグビーユニオン選手。

## プロフィール
- ポルトガル出身[1]。
- ポジションはプロップ(PR)。
- 身長 182cm、体重 118kg
- U20ポルトガル代表に選ばれたことがある[2]。
- ポルトガル代表キャップは31（2024年12月現在）でラグビーワールドカップ2023のポルトガル代表に選ばれた[3]。

## 略歴
2021年、ルシタノスに加入。